# جبل القعمة
جبل ( قعمة القلح) من الجبال الشاهقة ويبعد عن مدينة الحرجة مايقارب 3 كيلو إلى الجنوب الشرقي منها ويحده من الشمال جبل البارك ومن الجنوب جبل تلحم ومن الشرق هجرة المنشر ومن الغرب شعب آل عاطف وكل هذه المواقع تتبع إدارياً لمركز الحرجة التابع لمحافظة ظهران الجنوب بمنطقة عسير، ويعتبر هذا الجبل من ضمن أعلى الجبال ارتفاعاً بالمملكة العربية السعودية، حيث يبلغ ارتفاعه 2,707 م، وهو كغيره من الجبال في تلك النواحي يفتقر إلى الغطاء النباتي ولكنه يعتبر من الجبال الجاذبة سياحياً لهواة التسلق وممارسة الرياضة وحب الاستكشاف والتمتع بالأجواء الرائعة والإطلالة السحرية على عدد من القرى والهجر القريبة من الجبل مثل قرى راحة سنحان وقرى آل عبد القادر بالإضافة إلى مدينة الحرجة التاريخية وبعض الهجر والقرى الأخرى، وللملومية تقول بعض المصادر أن هذا الجبل كان بمثابة العلامة لقوافل المسافرين القادمين من أرض اليمن من ذو الأزل فبمجرد مرور هذه القوافل من خلال سلسلة جبلية غاية في الوعورة وصعبة التضاريس وكثيرة الشعاب والأودية يستقبلهم جبل ( قعمة القلح) كالمرحب منفردا ًفي أرض تعتبر شبة منبسطة عند قدوم هذه القوافل من أرض اليمن..